# Adidas Roteiro

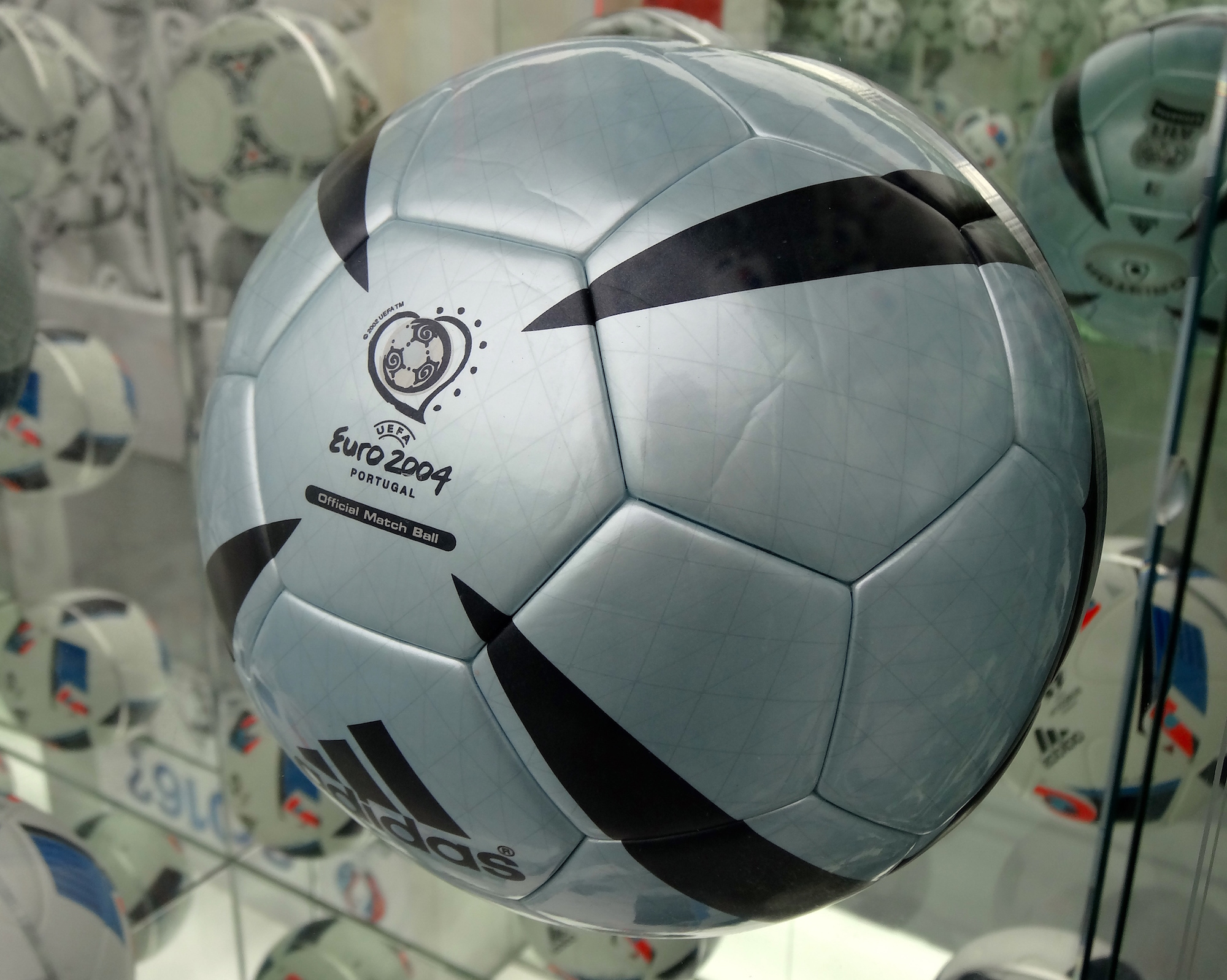
Adidas Roteiro

Adidas Roteiro — модель футбольного мяча, являющаяся официальной для Чемпионата Европы по футболу 2004; разработана компанией Adidas. Название дано в честь судового журнала на корабле португальского мореплавателя Васко да Гамы.

## Символика и дизайн
Компания Adidas выпустила мяч в форме усечённого икосаэдра, изготовленный по технологии термосклейки, при которой панели не сшиваются, а склеиваются под температурой, без единого шва.
Футбольный мяч выполнен в трёх цветах:
- зеленоватый металлик, символизирующий море;
- голубой — знак неба;
- серебристые линии — они напоминают систему координат, которую использовали португальские мореходы[1].

## Мнения профессионалов
- Дэвид Бекхэм[1]: Я почувствовал, что точность моих угловых ударов, подач и свободных ударов значительно улучшилась. Кроме того, мяч лучше закручивается, и это мне нравится. При ударе по этому снаряду даже звук стал каким-то особенным.
- Рауль[1]: Больше всего я оценил в Roteiro то, что, когда ты получаешь длинный пас, не важно, как ты хочешь его принять и что сделать с мячом после этого, — при хорошем правильном контакте мяч полностью оправдает твои ожидания.

Высокую оценку мячу дали и Зидан, и Баллак, и многие другие известные футболисты.